# Paul Ogorzow
Paul Ogorzow (Muntowen, 29 settembre 1912 – Berlino, 26 luglio 1941) è stato un serial killer tedesco, fu soprannominato S-Bahn-Mörder (it: L'assassino della S-Bahn).
È stato riconosciuto colpevole di otto omicidi, sei tentati omicidi e trentuno aggressioni; tutti i suoi crimini sono stati compiuti a Berlino tra il 1940 e il 1941.

## Biografia
Nato nel 1912 a Muntowen in Masuria, fu il figlio illegittimo di una contadina. Nel 1924 fu adottato da Johann Ogorzow, un bracciante del villaggio di Wachow nei pressi di Nauen, dal quale prese il cognome.
Dopo aver lavorato in una fattoria e in una fonderia d'acciaio nel Brandeburgo, nel 1934 venne assunto dalla Deutsche Reichsbahn, la compagnia ferroviaria nazionale della Germania. Nel 1937 sposò una donna di nome Gertrude, dalla quale ebbe in seguito due figli.
Nel 1931 Ogorzow aderì al NSDAP e l'anno successivo entrò a far parte delle SA.

## Delitti
I crimini commessi da Ogorzow furono ricostruiti da lui stesso durante gli interrogatori a cui venne sottoposto al momento della sua cattura. Tutte le sue azioni criminali si svolsero nei pressi della ferrovia, le prime azioni violente da lui commesse furono aggressioni a donne e stupri avvenuti nel quartiere di Friedrichsfelde. Il suo modus operandi consisteva nell'attaccare donne sole, per la maggior parte casalinghe i cui mariti erano lontani da casa a causa della guerra, poi tentava di strangolarle oppure le minacciava con un coltello o le colpiva alla testa con oggetti contundenti per evitare che si ribellassero durante la violenza. Molte delle vittime dichiararono alla polizia che il loro aggressore indossava la divisa da ferroviere.
Una notte, mentre cercava di stuprare una donna, venne visto e fu raggiunto da alcune persone che lo percossero violentemente, Ogorzow riuscì infine a fuggire ma da quel momento l'efferatezza dei suoi crimini aumentò e iniziò a uccidere le vittime delle sue aggressioni.
A partire dal settembre 1940 iniziarono le sue aggressioni mortali; la sua tecnica consisteva nell'attendere a bordo delle carrozze vuote le potenziali vittime indossando la sua divisa da ferroviere, una volta individuata una donna sola la avvicinava chiedendo di mostrare il biglietto e a quel punto l'aggrediva strangolandola o colpendola alla testa. Una volta perpetrata la violenza gettava il cadavere della vittima dal treno in corsa. Bisogna sottolineare che all'epoca dei fatti le carrozze passeggeri non erano illuminate a causa del black out (oscuramento per evitare bombardamenti), questo rese molto più facile il compimento dei delitti.
Dal settembre del 1940 al luglio 1941 si rese colpevole dell'omicidio di otto donne:
- Gerda Ditter (20 anni), ottobre 1940
- Irmgard Frese (19 anni), 4 dicembre 1940
- Elfriede Franke (26 anni), 4 dicembre 1940
- Elisabeth Bungener (30 anni), 22 dicembre 1940
- Gertrud Siewert (46 anni), 28 dicembre 1940
- Hedwig Ebauer (28 anni), gennaio 1941
- Johanna Voigt (39 anni), 11 febbraio 1941
- Frieda Koziol (35 anni), luglio 1941

Ogorzow fu arrestato dal detective Georg Heuser e dal Commissario Wilhelm Lüdtke della Kriminalpolizei (Kripo) pochi giorni dopo aver compiuto l'ultimo dei suoi delitti, sottoposto ad interrogatorio confessò dopo breve tutti i suoi crimini. 
Fu processato e condannato a morte in meno di un mese. L'esecuzione avvenne il 26 luglio 1941 nella prigione di Plötzensee di Berlino tramite ghigliottina.
La cattura di Ogorzow divenne un successo per il Reichskriminaldirektor Arthur Nebe e il Kripo Berlin.